# Sciurus nebouxii
Sciurus nebouxii — вид гризунів з родини вивіркових. Країни проживання: Еквадор, Перу.

## Таксономічні примітки
Вид було запропоновано перемістити до роду Simosciurus, але це питання потребує подальшого розслідування.

## Середовище проживання
Діапазон висот проживання: від 0 до 2300 метрів над рівнем моря. Живе від сухого до вологого лісу.

## Морфологічна характеристика
Це середнього розміру вид. Шерсть світло-сіра, задня частина спини, тильна сторона лап блідо-жовті; голова, включаючи щоки, такого ж кольору, як і тіло. Вуха темніші за іншу частину голови і мають подовжені волоски на краю вушної раковини. Цей вид має пляму на потилиці від білого до сірувато-білого; передні ноги разом з найвіддаленішими частинами тіла передніх кінцівок завжди темніші за саме тіло; задні ноги і крайні частини задніх кінцівок темно-коричневі; черевце жовте з вкрапленнями сірого; тоді як хвіст чорний, тяжіючи до світло-сірого, за винятком основи, яка жовтувата. 